# Всемирные интеллектуальные игры 2008
I Всемирные интеллектуальные игры (I Интеллиада) прошли в Пекине с 3 по 18 октября 2008 года. Игры проходили в Национальном центре конгрессов (англ. Olympic Green Convention Center), до этого принимавшем соревнования летней Олимпиады 2008 года.

## Общая информация
В программу Игр входили соревнования по пяти видам спорта: шахматам, шашкам (международным, русским, бразильским и чекерсу), го, бриджу и сянци. 35 комплектов медалей разыгрывались среди 2763 участников (с учётом неофициальной программы, 4435) из 143 стран. По неофициальным оценкам, за событиями Игр наблюдали около 10 миллионов человек с помощью трансляций Пекинского телевидения и сети «Евровидение», а также вебкастов на официальном сайте. Игры освещали около 300 репортёров из более чем ста средств массовой информации.

## Бридж
В рамках Всемирных интеллектуальных игр прошли Международные бриджевые игры, которые заменили проводившуюся до 2004 года Международную Олимпиаду по бриджу. Разыгрывались 9 комплектов медалей.

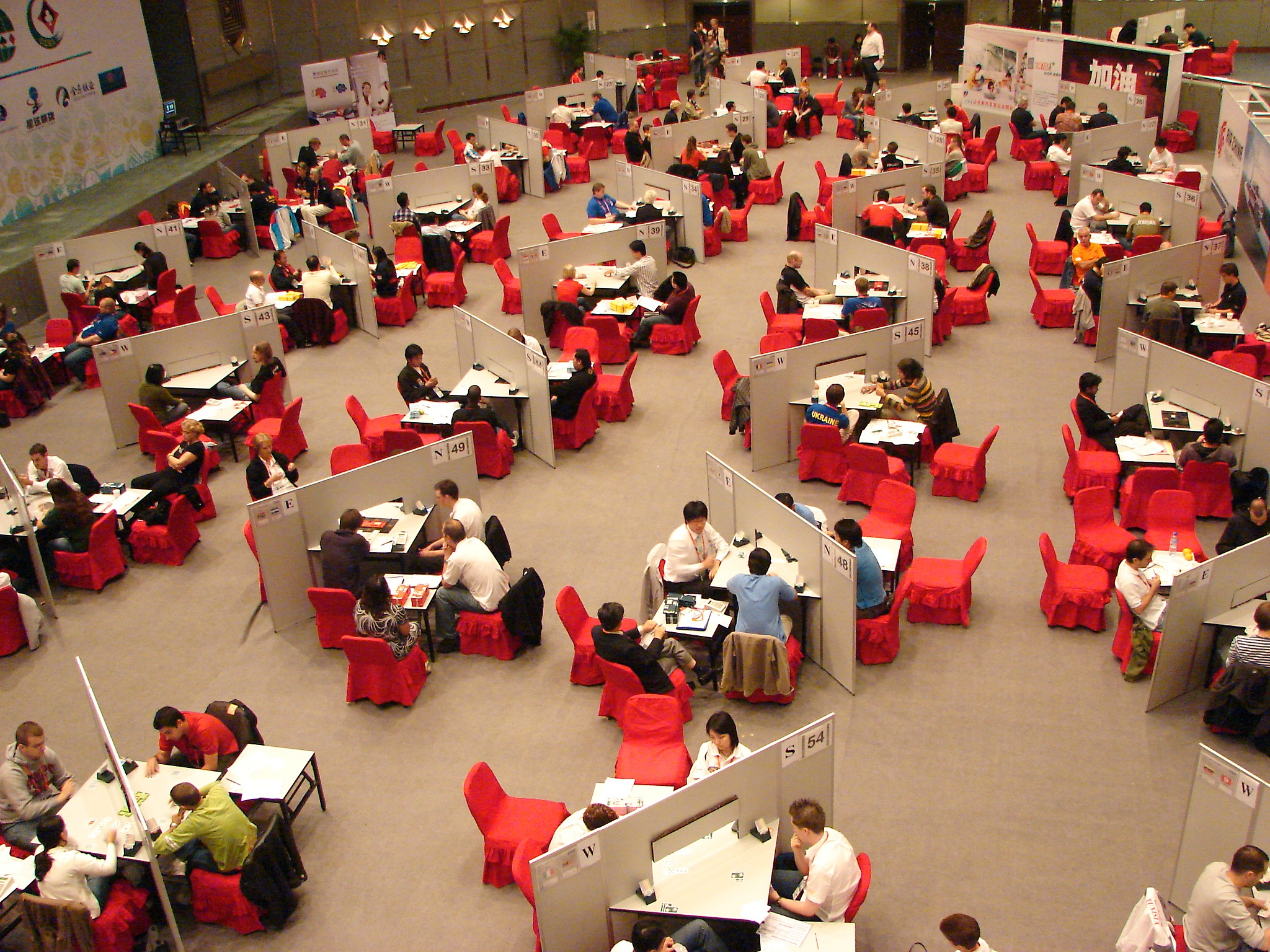
Турнир юношеских сборных

| Вид                             | Золото                                  | Серебро                    | Бронза                         |
| ------------------------------- | --------------------------------------- | -------------------------- | ------------------------------ |
| Мужской индивидуальный зачёт    | Тур Хельнесс                            | Гейр Хельгемо              | Андрей Громов                  |
| Женский индивидуальный зачёт    | Катарина Мидскуг                        | Анн-Фредерик Леви          | Янь Жу                         |
| Молодёжный индивидуальный зачёт | Салих Мурат Антер                       | Раду Нистор                | Ларс-Артур Йохансен            |
| Молодёжные пары1                | Мехмет Ремзи Сакирлер / Мелих Осман Сен | Лотан Фишер Рон Хаим Шварц | Иоанна Кравчик Пётр Тучиньский |
| Команды до 21 года              | Франция                                 | Англия                     | Китай                          |
| Команды до 26 лет               | Дания                                   | Польша                     | Норвегия                       |
| Команды до 28 лет2              | Норвегия                                | Польша                     | Китай                          |
| Открытый командный зачёт3       | Италия                                  | Англия                     | Норвегия                       |
| Женские команды3                | Англия                                  | Китай                      | США                            |

1 Без ограничения пола игроков

2 4 игрока в команде

3 6 игроков в команде

## Го
Разыгрывались шесть комплектов медалей: три индивидуальных, два командных и один в смешанных парах.
| Вид                          | Золото                  | Серебро               | Бронза              |
| ---------------------------- | ----------------------- | --------------------- | ------------------- |
| Мужской индивидуальный зачёт | Кан Дон Юн              | Пак Чон Сан           | Ли Чжэ              |
| Женский индивидуальный зачёт | Сун Жунхуй              | Ли Мин Джин           | Пак Чи Ын           |
| Открытый зачёт1              | Чо Дэ Вон               | Хам Юн Во             | Ли Ён Хи            |
| Смешанные пары2              | Хуан Ичжун Фань Вэйцзин | Чоу Чуньсюнь Се Иминь | Он Со Чин Ли Ха Чин |
| Мужские команды3             | Республика Корея        | Китай                 | Япония              |
| Женские команды4             | Китай                   | Республика Корея      | Япония              |

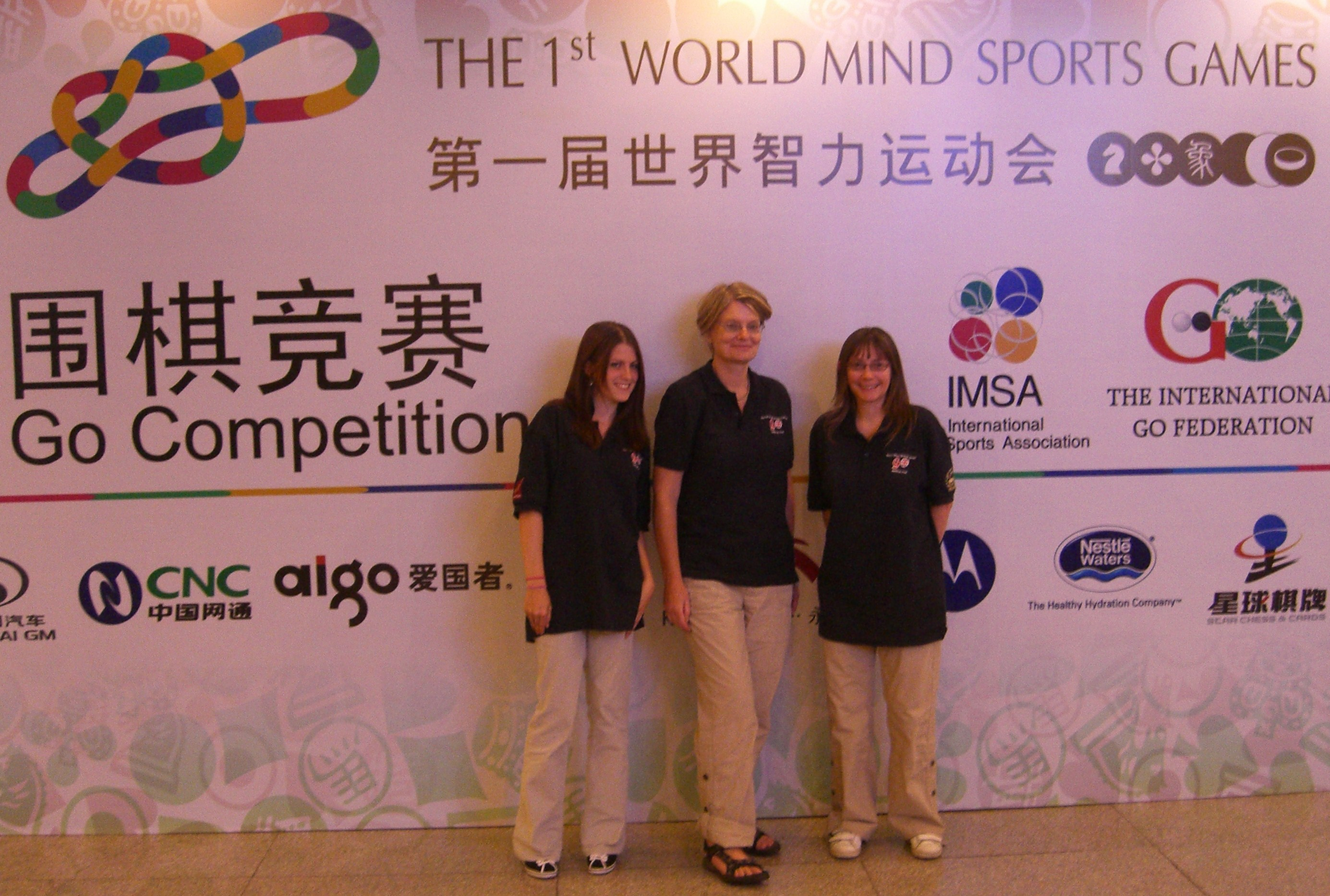
Члены женской команды Великобритании по го

1 Только игроки-любители, профессионалы не допускаются

2 Пары состоят из 1 мужчины и одной женщины, ходы делаются по очереди без консультаций в порядке: женщина чёрными, женщина белыми, мужчина чёрными, мужчина белыми

3 5 человек + 1 запасной, 5 игр в туре, команда с 3 и больше победами в играх выигрывает тур

4 3 человека + 1 запасная, 3 игры в туре, команда с 2 и больше победами в играх выигрывает тур

## Сянци
| Вид                          | Золото       | Серебро       | Бронза        |
| ---------------------------- | ------------ | ------------- | ------------- |
| Женский индивидуальный зачёт | Ван Линна    | Чжао Гуаньфан | Нго Лан Хуонг |
| Мужской индивидуальный зачёт | Сюй Иньчуань | Хун Чжи       | Лук Конгдва   |
| Быстрые — мужчины            | Ван Ян       | Цзян Чуань    | Цжао Жуцюань  |
| Женские команды              | Китай        | Австралия     | Вьетнам       |
| Мужские команды              | Китай        | Вьетнам       | Гонконг       |

## Шахматы
В индивидуальных турнирах принимали участие по 60 мужчин и женщин-шахматистов. Список участников-мужчин возглавлял Веселин Топалов, а среди участников был Анатолий Карпов; в женских соревнованиях принимали участие действующая чемпионка мира Александра Костенюк, экс-чемпионка мира Антоанета Стефанова и будущая чемпионка мира Хоу Ифань. Соревнования проходили только в блице и быстрых шахматах (по пять комплектов наград), соревнования по шахматам с классическим контролем времени в программу не входили.
| Вид                       | Золото                                      | Серебро                        | Бронза                              |
| ------------------------- | ------------------------------------------- | ------------------------------ | ----------------------------------- |
| Блиц — мужчины            | Мартын Кравцив                              | Юрий Дроздовский               | Христодулос Баникас                 |
| Блиц — женщины            | Александра Костенюк                         | Антоанета Стефанова            | Хоу Ифань                           |
| Блиц — смешанные пары     | Карлос Матаморос-Франко Марта Фьерро-Бакеро | Кришнан Сашикиран Таня Сачдев  | Валерий Авескулов Татьяна Василевич |
| Блиц — мужские команды    | Венгрия                                     | Китай                          | Украина                             |
| Блиц — женские команды    | Россия                                      | Китай                          | Вьетнам                             |
| Быстрые — мужчины         | Бу Сянчжи                                   | Антон Коробов                  | Чжан Чжун                           |
| Быстрые — женщины         | Антоанета Стефанова                         | Чжао Сюэ                       | Хуан Цянь                           |
| Быстрые — смешанные пары  | Ни Хуа Хоу Ифань                            | Зао Тхьен Хай Ле Кью Тхьен Ким | Эхсан Гаем-Магами Атуса Пуркашьян   |
| Быстрые — мужские команды | Китай                                       | Украина                        | Иран                                |
| Быстрые — женские команды | Китай                                       | Украина                        | Россия                              |

## Шашки
В соревнованиях по международным шашкам приняли участие большинство играющих чемпионов мира: Гунтис Валнерис, Анатолий Гантварг, Александр Георгиев, Алексей Чижов, Александр Шварцман и Вячеслав Щёголев у мужчин, Зоя Голубева, Тамара Тансыккужина и Дарья Ткаченко у женщин. Одновременно с соревнованиями Интеллиады проходил чемпионат мира по молниеносной и быстрой игре в международные шашки, результаты которого не входили в медальный зачёт Игр.
Среди участников турнира по бразильским шашкам были действующий чемпион мира Николай Стручков, экс-чемпионы мира по русским и бразильским шашкам Юрий Аникеев, Андрей Валюк, Валерий Гребёнкин, Ион Доска, Гаврил Колесов, Аркадий Плакхин, Александр Шварцман и будущий чемпион мира Сергей Белошеев, а также экс-чемпионы мира по версии Международной ассоциации русских шашек (МАРШ) — Узеир Абдуллаев и Олег Дашков. В женском турнире по русским шашкам участвовали действующие чемпионки мира по русским шашкам Елена Миськова и по бразильским шашкам Виктория Мотричко и практически все экс-чемпионки мира — Екатерина Бушуева, Антонина Лангина, Юлия Макаренкова и Ольга Рейниш.
В турнире по чекерсу участвовали 11-кратный чемпион мира Рон Кинг из Барбадоса, двукратный чемпион мира Алекс Моисеев и двукратная чемпионка мира среди женщин Амангуль Дурдыева.
| Вид                     | Золото             | Серебро              | Бронза              |
| ----------------------- | ------------------ | -------------------- | ------------------- |
| Международные — мужчины | Александр Георгиев | Гетманский Александр | Гунтис Валнерис     |
| Международные — женщины | Зоя Голубева       | Таня Чуб             | Тамара Тансыккужина |
| Бразильские — мужчины   | Олег Дашков        | Ион Доска            | Сергей Белошеев     |
| Русские — женщины       | Виктория Мотричко  | Елена Миськова       | Юлия Романская      |
| Чекерс — открытый зачёт | Алекс Моисеев      | Рон Кинг             | Райвис Паэгле       |

## Общий медальный зачёт
В общем медальном зачёте доминировала сборная КНР, только на турнире по сянци взявшая восемь медалей, из них пять золотых, а всего завоевавшая 12 золотых, 8 серебряных и 6 бронзовых медалей. Второе место по золоту заняла команда России, завоевавшая четыре первых места в турнирах по шахматам и шашкам, а по сумме медалей Украина и Республика Корея (по 2 золотых, 4 серебряных и 3 бронзовых награды). Всего медали завоёвывали участники из 33 стран.
| Страна           | Золото | Серебро | Бронза | Итого |
| ---------------- | ------ | ------- | ------ | ----- |
| Китай            | 12     | 8       | 6      | 26    |
| Россия           | 4      | 1       | 3      | 8     |
| Украина          | 2      | 4       | 3      | 9     |
| Республика Корея | 2      | 4       | 3      | 9     |
| Норвегия         | 2      | 1       | 3      | 6     |
| Турция           | 2      | 0       | 0      | 2     |
| Англия           | 1      | 2       | 0      | 3     |
| Болгария         | 1      | 1       | 0      | 2     |
| Франция          | 1      | 1       | 0      | 2     |
| Латвия           | 1      | 0       | 2      | 3     |
| США              | 1      | 0       | 1      | 2     |
| Венгрия          | 1      | 0       | 0      | 1     |
| Дания            | 1      | 0       | 0      | 1     |
| Италия           | 1      | 0       | 0      | 1     |
| КНДР             | 1      | 0       | 0      | 1     |
| Швеция           | 1      | 0       | 0      | 1     |
| Эквадор          | 1      | 0       | 0      | 1     |
| Вьетнам          | 0      | 2       | 3      | 5     |
| Молдова          | 0      | 2       | 1      | 3     |
| Польша           | 0      | 2       | 1      | 3     |
| Австралия        | 0      | 1       | 0      | 1     |
| Барбадос         | 0      | 1       | 0      | 1     |
| Израиль          | 0      | 1       | 0      | 1     |
| Индия            | 0      | 1       | 0      | 1     |
| Нидерланды       | 0      | 1       | 0      | 1     |
| Румыния          | 0      | 1       | 0      | 1     |
| Китайский Тайбэй | 0      | 1       | 0      | 1     |
| Гонконг          | 0      | 0       | 2      | 2     |
| Иран             | 0      | 0       | 2      | 2     |
| Япония           | 0      | 0       | 2      | 2     |
| Греция           | 0      | 0       | 1      | 1     |
| Малайзия         | 0      | 0       | 1      | 1     |
| Сингапур         | 0      | 0       | 1      | 1     |
| Итого            | 35     | 35      | 35     | 105   |